# Еріх Ляйнсдорф
Еріх Ляйнсдорф (нім. Erich Leinsdorf; справжнє прізвище Ландауер, нім. Landauer; нар. 4 січня 1912, Відень — пом. 11 вересня 1993, Цюрих) — австрійсько-американський диригент. Виступав і робив записи з провідними оркестрами та операми в Сполучених Штатах та Європі, здобув визнання завдяки високим стандартам, а також виразній індивідуальності. Написав декілька книг на музичні теми.

## Біографія та кар'єра
Ляйнсдорф народився в єврейській родині у Відені. У віці 5 років почав навчатися музиці в місцевій школі, грав на віолончелі і займався по класу композиції. Потім навчався в Моцартеумі та Віденській академії музики. У 1934—1937 роках був помічником Бруно Вальтера та Артуро Тосканіні на Зальцбурзькому фестивалі. У 1938 році через аншлюс залишив Австрію і переїхав в США. Працював в Метрополітен-опера, а у 1939 році був призначений відповідальним за німецький репертуар (спеціалізацією Ляйнсдорфа були опери Вагнера). У 1942 році отримав американське громадянство.
У 1943—1946 роках керував Клівлендським оркестром, проте велику частину цього терміну був відсутній через службу в армії США. У 1947—1955 роках очолював Рочестерський філармонічний оркестр, потім працював в Нью-Йоркській міській опері і знову в Метрополітен-опера.
У 1962—1969 роках Ляйнсдорф був музичним керівником Бостонського симфонічного оркестру. На цей період припав концерт 22 листопада 1963 року, коли він був змушений повідомити публіці про вбивство президента Кеннеді і поза програмою виконав зі своїм оркестром похоронний марш з Третьої симфонії Бетховена.
Надалі Ляйнсдорф головним чином виступав як запрошений диригент, якщо не вважати період керівництва Симфонічним оркестром Берлінського радіо у 1978—1980 роках.

## Репертуар і записи
Серед записів Лйянсдорфа відомими є вагнерівський репертуар Метрополітен-опера" — опери «Тангейзер» (1941), «Лоенгрін» (1943), а також римський запис опери «Тоска» Пуччіні (1957). Важливе місце серед записів Ляйнсдорфа займають симфонії Густава Малера.
З Бостонським оркестром Ляйнсдорф записав симфонії і всі фортепіанні концерти Прокоф'єва (соліст — Джон Браунінг).